# Olive Branch
Olive Branch es una ciudad del Condado de DeSoto, Misisipi, Estados Unidos. Según el censo de 2000 tenía una población de 21.054 habitantes y una densidad de población de 224.6 hab/km².

## Demografía
Según el censo de 2000, había 21.054 personas, 7.546 hogares y 6.036 familias residiendo en la localidad. La densidad de población era de 224,6 hab./km². Había 7.935 viviendas con una densidad media de 84,7 viviendas/km². El 86,60% de los habitantes eran blancos, el 11,30% afroamericanos, el 0,20% amerindios, el 0,41% asiáticos, el 0,75% de otras razas y el 0,73% pertenecía a dos o más razas. El 1,46% de la población eran hispanos o latinos de cualquier raza.
Según el censo, de los 7.546 hogares en el 42,8% había menores de 18 años, el 65,8% pertenecía a parejas casadas, el 10,6% tenía a una mujer como cabeza de familia y el 20,0% no eran familias. El 16,3% de los hogares estaba compuesto por un único individuo y el 5,1% pertenecía a alguien mayor de 65 años viviendo solo. El tamaño promedio de los hogares era de 2,78 personas y el de las familias de 3,13.
La población estaba distribuida en un 29,5% de habitantes menores de 18 años, un 6,8% entre 18 y 24 años, un 34,7% de 25 a 44, un 20,0% de 45 a 64 y un 8,9% de 65 años o mayores. La media de edad era 33 años. Por cada 100 mujeres había 96,4 hombres. Por cada 100 mujeres de 18 años o más, había 92,9 hombres.
Los ingresos medios por hogar en la localidad eran de 55.187 dólares ($) y los ingresos medios por familia eran 60.851 $. Los hombres tenían unos ingresos medios de 42.288 $ frente a los 28.287 $ para las mujeres. La renta per cápita para la ciudad era de 22.680 $. El 5,2% de la población y el 3,9% de las familias estaban por debajo del umbral de pobreza. El 7,2% de los menores de 18 años y el 5,6% de los habitantes de 65 años o más vivían por debajo del umbral de pobreza.

## Geografía
Según la Oficina del Censo de los Estados Unidos, Olive Branch tiene un área total de 94,0 km² de los cuales 93,7 km² corresponden a tierra firme y 0,2 km² a agua. El porcentaje total de superficie con agua es 0,25%.